# Jumbo Run
Jumbo Run is een jaarlijks evenement van motorrijders met een zijspanrit waarin mensen met een beperking worden meegenomen. Dit wordt in verschillende landen georganiseerd. Het is genoemd naar de mascotte van de rit: het olifantje Jumbo.

## Geschiedenis
Het initiatief voor de Jumbo Run komt uit Engeland, waar David Cooper in 1961 de slechte reputatie van motorrijders wilde opkrikken. Het traject hield halt in de Dudley Zoo (West Midlands). De olifanten waren de attractie van de dag en zo kreeg de run Jumbo Run als naam. Jaarlijks werd dit initiatief herhaald. 

## België[1]
Drie motorrijders, namelijk Robert Schouteet, Willy Lenoir en Andre Temmerman, wilden dit initiatief ook in België organiseren. België was zo het vijfde land dat dit organiseerde. Er kwam een samenwerking met Dominiek Savio waardoor de eerste Belgische Jumbo Run gereden werd van Gits naar Ieper op 21 augustus 1971. Er waren toen reeds 113 deelnemende duo's. Elk jaar wordt een ander gemeente als eindpunt gekozen. 

### Edities[2]
- 1971 - Gits - Ieper
- 1972 - Gits - Koksijde
- 1973 - Gits - Boudewijnpark Brugge
- 1974 - Gits - Waregem
- 1975 - Gits - Tielt
- 1976 - Gits - Lombardsijde
- 1977 - Gits - De Panne
- 1978 - Gits - Deerlijk
- 1979 - Gits - Bellewaerde Ieper
- 1980 - Gits - Izegem
- 1981 - Gits - Varsenare
- 1982 - Gits - Meli Adinkerke
- 1983 - Gits - Poperinge
- 1984 - Gits - Kortrijk
- 1985 - Gits - Beernem
- 1986 - Gits - Ieper
- 1987 - Gits - Veurne en Koksijde
- 1988 - Gits - Roeselare en Dadizele
- 1989 - Gits - Waregem
- 1990 - Gits - North Sea Ferries
- 1991 - Gits - Torhout
- 1992 - Gits - Meulebeke
- 1993 - Gits - Zedelgem
- 1994 - Gits - Gits
- 1995 - Gits - Brussel
- 1996 - Gits - Dadipark Dadizele
- 1997 - Gits - Wevelgem
- 1998 - Gits - Oostrozebeke
- 1999 - Gits - Wingene
- 2000 - Gits - Ingelmunster
- 2001 - Gits - Bellewaerde Ieper
- 2002  - Gits - Meulebeke
- 2003 - Gits - Lichtervelde
- 2004 - Gits - Defensie 51 Bataljon Logistiek Sijsele
- 2005 - Gits - De Vossenberg  Hooglede
- 2006  - Gits - Torhout
- 2007 - Gits - Boudewijn Seapark (Brugge)[3]
- 2008 - Gits - Ledegem[4]
- 2009 - Gits - Koksijde[5]
- 2010 - Gits - Deerlijk
- 2011 - Gits - Torhout[6]
- 2012 - Gits - Ardooie
- 2013 - Gits - Lichtervelde
- 2014 - Gits - Wielsbeke
- 2015 - Gits - Kortrijk
- 2016 - Gits - Jabbeke[7]
- 2017 - Gits - Torhout
- 2018 - Gits - Ichtegem
- 2019 - Gits - Oostrozebeke[8]
- 2020 - Geen Jumbo Run door de coronapandemie[9]
- 2021 - Gits - DSI Gits

## Nederland
De Nederlandse Jumbo Run wordt sinds 1964 georganiseerd door de stichting Jumbo-Run Nederland. Daarmee was Nederland het tweede land dat een Jumbo Run organiseerde. De verkeersbegeleiding is in handen van het Korps Landelijke Politie Diensten uit Driebergen en ze worden bijgestaan door de verkeersregelaars van de MC Keizer Karel in Nijmegen.

## Andere landen
- Duitsland - gestart 1967
- Zweden - gestart 1970